# Chuck Arnason
Ernest Charles Arnason, dit Chuck Arnason, (né le 15 juillet 1951 à Dauphin au Manitoba au Canada) est un joueur professionnel retraité canadien de hockey sur glace. Il évoluait au poste d'ailier droit. Il est le père de Tyler Arnason, qui est également joueur de hockey sur glace.

## Carrière
Il est un choix de première ronde des Canadiens de Montréal lors du repêchage amateur de la LNH 1971, à la 7e position. Il a porté au cours de sa carrière dans la LNH l'uniforme des Canadiens, des Flames d'Atlanta, des Penguins de Pittsburgh, des Scouts de Kansas City, des Barons de Cleveland et des Capitals de Washington, jouant un total de 401 parties, dont neuf matchs éliminatoires. Il joue sa dernière saison en 1980-1981 en Allemagne de l'Ouest en jouant pour le Kölner HC dans la Bundesliga.

## Statistiques
| Saison     | Équipe                          | Ligue      |     | Saison régulière | Saison régulière | Saison régulière | Saison régulière | Saison régulière |   | Séries éliminatoires | Séries éliminatoires | Séries éliminatoires | Séries éliminatoires | Séries éliminatoires |
| Saison     | Équipe                          | Ligue      | PJ  | B                | A                | Pts              | Pun              | PJ               | B | A                    | Pts                  | Pun                  |                      |                      |
| 1968-1969  | Steelers de Selkirk             | LHJM       | 34  | 36               | 37               | 73               | 0                |                  |   |                      |                      |                      |                      |                      |
| 1969-1970  | Bombers de Flin Flon            | LHOC       | 60  | 34               | 27               | 61               | 91               | -                | - | -                    | -                    | -                    |                      |                      |
| 1970-1971  | Bombers de Flin Flon            | LHOC       | 66  | 79               | 84               | 163              | 152              | -                | - | -                    | -                    | -                    |                      |                      |
| 1971-1972  | Voyageurs de la Nouvelle-Écosse | LAH        | 58  | 30               | 24               | 54               | 33               | 15               | 7 | 6                    | 13                   | 6                    |                      |                      |
| 1971-1972  | Canadiens de Montréal           | LNH        | 17  | 3                | 0                | 3                | 4                | -                | - | -                    | -                    | -                    |                      |                      |
| 1972-1973  | Voyageurs de la Nouvelle-Écosse | LAH        | 38  | 18               | 20               | 38               | 4                | 13               | 5 | 10                   | 15                   | 16                   |                      |                      |
| 1972-1973  | Canadiens de Montréal           | LNH        | 19  | 1                | 1                | 2                | 2                | -                | - | -                    | -                    | -                    |                      |                      |
| 1973-1974  | Flames d'Atlanta                | LNH        | 33  | 7                | 6                | 13               | 13               | -                | - | -                    | -                    | -                    |                      |                      |
| 1973-1974  | Penguins de Pittsburgh          | LNH        | 41  | 13               | 5                | 18               | 4                | -                | - | -                    | -                    | -                    |                      |                      |
| 1974-1975  | Penguins de Pittsburgh          | LNH        | 78  | 26               | 32               | 58               | 32               | 9                | 2 | 4                    | 6                    | 4                    |                      |                      |
| 1975-1976  | Penguins de Pittsburgh          | LNH        | 30  | 7                | 3                | 10               | 14               | -                | - | -                    | -                    | -                    |                      |                      |
| 1975-1976  | Kansas City Scouts              | LNH        | 39  | 14               | 10               | 24               | 21               | -                | - | -                    | -                    | -                    |                      |                      |
| 1976-1977  | Rockies du Colorado             | LNH        | 61  | 13               | 10               | 23               | 10               | -                | - | -                    | -                    | -                    |                      |                      |
| 1977-1978  | Roadrunners de Phoenix          | LCH        | 6   | 3                | 3                | 6                | 4                | -                | - | -                    | -                    | -                    |                      |                      |
| 1977-1978  | Rockies du Colorado             | LNH        | 29  | 4                | 8                | 12               | 10               | -                | - | -                    | -                    | -                    |                      |                      |
| 1977-1978  | Barons de Cleveland             | LNH        | 40  | 21               | 13               | 34               | 8                | -                | - | -                    | -                    | -                    |                      |                      |
| 1978-1979  | Stars d'Oklahoma City           | LCH        | 60  | 24               | 22               | 46               | 42               | -                | - | -                    | -                    | -                    |                      |                      |
| 1978-1979  | North Stars du Minnesota        | LNH        | 1   | 0                | 0                | 0                | 0                | -                | - | -                    | -                    | -                    |                      |                      |
| 1978-1979  | Capitals de Washington          | LNH        | 13  | 0                | 2                | 2                | 4                | -                | - | -                    | -                    | -                    |                      |                      |
| 1979-1980  | Black Hawks de Dallas           | LCH        | 68  | 15               | 17               | 32               | 28               | -                | - | -                    | -                    | -                    |                      |                      |
| 1980-1981  | Kölner HC                       | Bundesliga | 16  | 5                | 7                | 12               | 10               | -                | - | -                    | -                    | -                    |                      |                      |
| Totaux LNH | Totaux LNH                      | Totaux LNH | 401 | 109              | 90               | 199              | 122              | 9                | 2 | 4                    | 6                    | 4                    |                      |                      |

## Trophées et honneurs personnels
- Ligue de hockey de l'Ouest
  - Équipe d'étoiles en 1970-71
- Ligue américaine de hockey
  - Coupe Calder avec les Voyageurs de la Nouvelle-Écosse en 1971-1972

## Transactions en carrière
- Le 29 mai 1973 : échangé au Flames d'Atlanta par les Canadiens de Montréal en retour d'un choix de 1re ronde au repêchage de 1974 (les Canadiens sélectionnent avec ce choix Rick Chartraw).
- Le 4 janvier 1974 : échangé au Penguins de Pittsburgh par les Flames d'Atlanta avec Bob Paradise en retour de Al McDonough.
- Le 9 janvier 1976 : échangé au Scouts de Kansas City par les Penguins de Pittsburgh avec Steve Durbano et avec un choix de 1re ronde des Penguins de Pittsburgh au repêchage de 1976 (qui sélectionne Paul Gardner) en retour de Simon Nolet, Ed Gilbert et avec un choix de 1re ronde repêchage de 1976 (qui sélectionne Blair Chapman).
- Le 15 juillet 1976 : transféré avec les Scouts de Kansas City au Colorado pour devenir les Rockies du Colorado.
- Le 9 janvier 1978 : échangé aux Barons de Cleveland par les Rockies du Colorado avec Rick Jodzio en retour de Fred Ahern et de Ralph Klassen.
- Le 15 juin 1978 : placé sur la liste de réserve après le repêchage de dispersion des Barons de Cleveland et des North Stars du Minnesota.
- Le 12 mars 1979 : échangé au Capitals de Washington par les North Stars du Minnesota pour des considérations futures.
- Le 24 avril 1979 : échangé au North Stars du Minnesota par les Capitals de Washington pour des considérations futures.
- Le 19 juillet 1979 : droits vendus au Canucks de Vancouver par les North Stars du Minnesota.